# Markdorf
Markdorf là một thị trấn thuộc huyện Bodenseekreis, bang Baden-Württemberg, Đức. Nơi này nằm gần Hồ Constance, cách Friedrichshafen 10 km về phía tây bắc.

## Lịch sử
Markdorf lần đầu tiên được đề cập đến vào năm 817 sau Công nguyên và đã được nâng lên thành thành phố vào năm 1250.

## Địa lý
Markdorf nằm bên dưới ngọn núi Gehrenberg, trên đỉnh có một tòa tháp cao 30m, cho tầm nhìn bao quát Hồ Constance và dãy núi Alps của Thụy Sĩ, Áo và Đức.

## Sự kiện
Vào ngày 22 tháng 12 năm 1939, địa điểm này là nơi xảy ra một vụ tai nạn xe lửa khiến khoảng 100 người thiệt mạng.